# Mesoceration transvaalense
Mesoceration transvaalense är en skalbaggsart som beskrevs av Emile Janssens 1971. Mesoceration transvaalense ingår i släktet Mesoceration och familjen vattenbrynsbaggar. Inga underarter finns listade i Catalogue of Life.